# Arany Tamás (színművész)
Arany Tamás (1974. november 8. –) magyar színművész. 

## Életpályája
1974-ben született. Énekelni hétévesen a Magyar Rádió gyermekkórusában kezdett. Később a Magyar Állami Operaház kórusában is énekelt. 1988–1995 között szerepelt már a Rock Színház előadásiban, 1995–1997 között az Operettszínházban is fellépett. 1997–2001 között a Színház- és Filmművészeti Egyetem hallgatója volt. 2001-től szerepelt a Madách Színház, a Miskolci Nemzeti Színház és a József Attila Színház előadásaiban.

## Főbb színházi szerepei
- Lehár: Cigányszerelem – Kajetán
- Kunze-Levay: Elisabeth – Rudolf
- Kálmán: Csárdáskirálynő – Bóni
- Bernstein-Sondheim: West Side Story – Tony
- Webber-Tim Rice: Evita – Magaldi
- Fernandez-Levy: Fame – Nick
- Rice-Webber: Jézus Krisztus szupersztár – Pilátus, Péter, Annás
- Fenyő-Tasnádi: Made in Hungaria – Csipu, a szaxis
- Boublil-Schönberg-Herbert: A nyomorultak – Courfeyrac
- Webber-Elton-Bródy: Volt egyszer egy csapat – Frank
- Webber: Macskák – Elvis Trén, Koricipat
- Ebb-Fosse: Chicago – Amos Hart
- Brooks: Producerek – Rohamosztagos, Brian, Mr. Slézinger, Rendőrőrmester, Zárkamegbízott
- Webber: József és a színes szélesvásznú álomkabát – Juda